# Val-de-Fier
Val-de-Fier ist eine Ortschaft und eine ehemalige französische Gemeinde
mit zuletzt 666 Einwohnern (Stand 2016) im Département Haute-Savoie in der Region Auvergne-Rhône-Alpes.
Mit Wirkung vom 1. Januar 2019 wurden die früheren Gemeinden Vallières und Val-de-Fier zur Commune nouvelle Vallières-sur-Fier zusammengeschlossen. Den ehemaligen Gemeinden wurde in der neuen Gemeinde der Status einer Commune déléguée jedoch nicht zuerkannt. Der Verwaltungssitz befindet sich im Ort Vallières.

## Geographie
Val-de-Fier liegt auf 320 m, etwa 16 km westlich der Stadt Annecy (Luftlinie). Das Gebiet erstreckt sich im Albanais, in der breiten Talniederung des Fier, östlich des Höhenrückens der Montagne du Gros Foug.
Das Areal umfasst einen Abschnitt des westlichen Genevois. Die südliche Grenze verläuft entlang dem Fier, der zunächst durch eine breite Talebene von Südosten nach Nordwesten fließt und dann nach Westen abbiegt, um in einer markanten Klus mit eindrücklichen Felswänden den jurassischen Kamm der Montagne du Gros Foug zu durchbrechen. Vom Flusslauf erstreckt sich das Gemeindeareal nordwärts bis an die angrenzenden Hänge und auf den Höhenrücken der Montagne des Princes (940 m). Auf dem bewaldeten Kamm der Montagne du Gros Foug wird mit 990 m die höchste Erhebung von Val-de-Fier erreicht.
Val-de-Fier besteht aus den Ortsteilen Sion (320 m) am nördlichen Rand der Talebene des Fier und Saint-André (302 m) am oberen (östlichen) Eingang in die Schlucht des Val du Fier. Nachbarorte von Val-de-Fier sind Droisy und Crempigny-Bonneguête im Norden, Versonnex und Vallières im Osten, Lornay im Süden sowie Motz und Seyssel im Westen.

## Geschichte
Das Gebiet von Val-de-Fier war bereits im Neolithikum und während der Römerzeit besiedelt, was anhand verschiedener Funde belegt werden konnte.
Die frühere Gemeinde Val-de-Fier entstand im Jahre 1974, als die vorher selbständigen Gemeinden Sion und Saint-André-Val-de-Fier fusionierten.

## Sehenswürdigkeiten
In Sion steht die Kirche Saint-Romain aus dem 19. Jahrhundert. Von der romanischen Kirche Sainte-Madeleine in Chavannes, die einst als Pfarrkirche diente, sind nur noch Ruinen vorhanden. Ebenfalls Ruinen sind von der Kirche Saint-André erhalten. In der Gegend von Val-de-Fier befinden sich mehrere Herrschaftssitze, darunter das Château de Sion.

## Bevölkerung
| Bevölkerungsentwicklung | Bevölkerungsentwicklung |
| Jahr                    | Einwohner               |
| ----------------------- | ----------------------- |
| 1962                    | 294                     |
| 1968                    | 266                     |
| 1975                    | 256                     |
| 1982                    | 296                     |
| 1990                    | 317                     |
| 1999                    | 389                     |
| 2004                    | 456                     |

Val-de-Fier gehörte zu den kleinen Gemeinden des Département Haute-Savoie. Im Verlauf des 19. und 20. Jahrhunderts nahm die Einwohnerzahl aufgrund starker Abwanderung kontinuierlich ab (1861 wurden in Val-de-Fier noch 646 Einwohner gezählt). Seit Mitte der 1970er Jahre wurde jedoch wieder eine deutliche Bevölkerungszunahme verzeichnet.

## Wirtschaft und Infrastruktur
Val-de-Fier ist noch heute ein vorwiegend durch die Landwirtschaft geprägtes Dorf. Daneben gibt es einige Betriebe des lokalen Kleingewerbes. Viele Erwerbstätige sind Wegpendler, die in den größeren Ortschaften der Umgebung sowie im Raum Annecy ihrer Arbeit nachgehen.
Die Ortschaft liegt abseits der größeren Durchgangsstraßen an einer Departementsstraße, die von Annecy nach Seyssel führt. Weitere Straßenverbindungen bestehen mit Lornay, Clermont und Versonnex. Der nächste Anschluss an die Autobahn A41 befindet sich in einer Entfernung von rund 15 km.